# Michael Mayer (Historiker)
Michael Mayer (* 1974 in Darmstadt) ist ein deutscher Historiker. Er ist Sohn der Schriftstellerin Inken-Maria Wendt und Enkel des Schriftstellerehepaars Herbert Wendt und Ingeborg Wendt.

## Leben
Michael Mayer studierte Neuere und Neueste Geschichte, Sozial- und Wirtschaftsgeschichte, Kommunikationswissenschaften und Volkswirtschaftslehre an der Johannes-Gutenberg-Universität Mainz, der Université de Paris IV – Sorbonne und der Ludwig-Maximilians-Universität in München. Er promovierte im Rahmen einer binationalen deutsch-französischen Promotion (cotutelle-de-thèse) an der Universität München bei Horst Möller und an der École des Hautes Études en Sciences Sociales (EHESS) in Paris bei Michael Werner.
Michael Mayer arbeitete als wissenschaftlicher Mitarbeiter am Seminar für Sozial- und Wirtschaftsgeschichte der Universität München. Seit Januar 2008 war er wissenschaftlicher Mitarbeiter am Institut für Zeitgeschichte und arbeitete in der Abteilung im Auswärtigen Amt in Berlin. Daneben war er Lehrbeauftragter an der Universität Potsdam. Aktuell ist Michael Mayer für die Abteilung Zeitgeschichte der Politischen Akademie Tutzing zuständig. Außerdem ist er Lehrbeauftragter an der Universität Augsburg und Vertrauensdozent der Friedrich-Ebert-Stiftung.

## Vergleich der ‚Judenpolitik‘ zwischen NS-Deutschland und Vichy-Frankreich
In seinem Hauptwerk Staaten als Täter vergleicht Mayer die Entwicklung im Deutschen Reich 1933 bis 1945 mit dem halb-autonomen Vichy-Regime 1940 bis 1944. Er untersucht die Gemeinsamkeiten und Unterschiede in der Judenpolitik mit dem Fokus auf die Motivation und das Handeln der Ministerialbürokratie der beiden Länder. Ab wann und warum hat sich der bereits vorhandene Antisemitismus dermaßen radikalisiert, bis die Deutschen schließlich auf historisch gesehen einzigartige Weise die Ermordung der europäischen Juden betrieben?
Mayer sieht in der ‚Judenpolitik‘ beider Länder zwei Phasen. In der ersten Phase wurden Juden durch Gesetze ihrer Rechte beraubt, wurden ausgegrenzt. Diese Maßnahmen, die eine „Säuberung“ des Staates von einem vermeintlich jüdischen „Einfluss“ bezweckten, seien in Deutschland und später in Frankreich auffällig ähnlich verlaufen. Der Autor nennt diese Form der Judenfeindschaft einen erniedrigenden „Segregationsantisemitismus“. In beiden Ländern vollzogen die Regierungen, die Ministerialbürokratie und die Kirchen diese scheinbar gesetzmäßige, rechtlich kodifizierte Ausgrenzung.
Jedoch im Lauf der 30er Jahre sei es nationalsozialistisch geprägten Institutionen gelungen, in Deutschland die Federführung in der „Judenfrage“ zu erlangen und die Ministerialbürokratie zurückzudrängen. Diese neuen Akteure hätten die „Judenpolitik“ verschärft und die „lediglich“ diskriminierende Segregation von Juden weiter zu ihrer Vernichtung entwickelt. Bei den Institutionen, Zuständigkeiten und daher auch den handelnden Personen habe ab Mitte der 30er ein Wechsel stattgefunden, indem sich die radikal antisemitische Reichsführung durchsetzte.
Eine vergleichbare Entwicklung zeigt sich bei der deutschen Besetzung Frankreichs. Hier führte die Militärverwaltung 1940 die Segregation von Juden ein, parallel zu Maßnahmen, die das Vichy-Regime gleichzeitig traf. Spätestens 1942 ging jedoch die Federführung in der „Judenfrage“ auf deutscher Seite vom Militär auf den Höheren SS- und Polizeiführer über. Danach seien auch in Frankreich die Juden im deutschen Sinne behandelt, d. h. zur Vernichtung bestimmt worden.
In Deutschland sind für die Zeit des Nationalsozialismus zwei Entwicklungslinien zu beachten. So wurde durch die traditionelle Ministerialbürokratie nach 1933 auf staatlicher Ebene ein Segregationsantisemitismus umgesetzt, der auf vielfältige Wurzeln in der deutschen Geschichte aufbaute und gleichzeitig in eine transnationale, mehr oder minder europaweite Tendenz zur Ausgrenzung der jüdischen Bevölkerung eingeordnet werden kann. Der Vergleich mit Frankreich belegt, dass die staatliche Politik gegenüber den Juden in den ersten Jahren des NS-Regimes von der traditionellen Ministerialbürokratie dominiert wurde. Erst im [weiteren] Verlauf der dreißiger Jahre kam es zur Ausbildung einer veritablen, vom deutschen Staat getragenen „NS-Judenpolitik“ im Sinne der Umsetzung einer singulären Form der Judenfeindschaft in staatliches Handeln.

## Publikationen, Mitwirkung
- Staaten als Täter. Ministerialbürokratie und „Judenpolitik“ in NS-Deutschland und Vichy-Frankreich. Ein Vergleich.  Vorw. Horst Möller und Georges-Henri Soutou. Reihe: Studien zur Zeitgeschichte, 80. Oldenbourg, München 2010, ISBN 978-3-486-58945-0 (zugl. Diss. München 2007) (Volltext online verfügbar).
- „Die französische Regierung packt die Judenfrage ohne Umschweife an.“ Vichy-Frankreich, deutsche Besatzungsmacht und der Beginn der „Judenpolitik“ im Sommer/Herbst 1940. In: Vierteljahrshefte für Zeitgeschichte, 58. München 2010, S. 329–362 (Link: vollständiger Aufsatz)
- „Machterschleichung auf Filzpantoffeln“. Die Bundesrepublik, die DDR und die mögliche Regierungsbeteiligung der Kommunistischen Parteien in Frankreich und Italien in den Siebzigerjahren. In: Jahrbuch für Historische Kommunismusforschung, Stiftung Aufarbeitung. 2010, S. 127–141
- „Freibrief für Eigenmächtigkeiten“  Die Anschläge auf die Pariser Synagogen am 3. Oktober 1941 und die deutschen Besatzungsbehörden in Frankreich. In: Politik des Hasses. Studien zum Antisemitismus und zur radikalen Rechten. Hgg. Gideon Botsch, Christoph Kopke, Lars Rensmann und Julius H. Schoeps. Reihe: Haskala. Wissenschaftliche Abhandlungen beim Moses Mendelssohn Zentrum für europäisch-jüdische Studien, 44. Olms, Hildesheim 2010, ISBN 978-3-487-14438-2, S. 177–191
- Horst Möller, Klaus Hildebrand, Gregor Schöllgen (Hgg.): Akten zur Auswärtigen Politik der Bundesrepublik Deutschland 1962. 3 Bände. Bearb. Mechthild Lindemann und Michael Mayer. Oldenbourg, München 2010
  - dies.: Akten zur Auswärtigen Politik der Bundesrepublik Deutschland 1978. 2 Bände. Für Auswärtiges Amt hg. vom Institut für Zeitgeschichte. Bearb. Daniela Taschler, Amit Das Gupta und Michael Mayer. Oldenbourg, München 2009
- Christian A. Braun, Michael Mayer und Sebastian Weitkamp (Hgg.): Deformation der Gesellschaft. Neue Forschungen zum Nationalsozialismus. Reihe: Bundesvertretung der Stipendiatinnen und Stipendiaten der Friedrich-Ebert-Stiftung. Bonner Venusberg, 4. Wissenschaftlicher Verlag, Berlin 2008
- Die Judenfeindschaft rechtsextremer Organisationen in der Weimarer Republik und der Dritten Französischen Republik. In: Jahrbuch für Antisemitismusforschung, 16. Metropol, Berlin 2007, ISBN 3-938690-71-2, S. 139–162